# Kościół Marii Panny w Lubaniu
Kościół Marii Panny w Lubaniu – świątynia parafii ewangelicko-augsburskiej w Lubaniu. Jest to najstarszy obiekt sakralny Lubania.

## Historia
Pierwsza informacja o budowli pochodzi z 1384. Została ona całkowicie zniszczona przez husytów w 1427.
Obecną świątynię wybudowano w 1452 jako świątynię cmentarną. W 1668 roku została odnowiona wieża, a jej hełm został pokryty kulą i chorągiewką. W 1732 roku wymienione zostały w świątyni strop, ambona i okna oraz kupiono nowe organy, zaś 3 lata później na wieży zamontowano nowy dzwon (Benjamin Körner, Görlitz). Kolejne poważne remonty zostały przeprowadzone w latach 1815 i 1840. Gruntownie przebudowana i znacznie rozbudowana (wybudowano m.in. wieżę) świątynia została w latach 1887–1888. Autorem tej przebudowy był Abel Augustin.